# Ghriss Airport
Ghriss Airport är en flygplats i Algeriet. Den ligger i den norra delen av landet, 300 km sydväst om huvudstaden Alger. Ghriss Airport ligger 513 meter över havet.
Terrängen runt Ghriss Airport är platt åt nordväst, men åt sydost är den kuperad.Runt Ghriss Airport är det ganska tätbefolkat, med 129 invånare per kvadratkilometer. Närmaste större samhälle är Beniane, 14,1 km sydost om Ghriss Airport. Trakten runt Ghriss Airport består till största delen av jordbruksmark.